# عباس‌آباد نارباغی
عباس‌آباد نارباغی یک منطقهٔ مسکونی در ایران است که در دهستان طراز ناهید واقع شده‌است. براساس سرشماری مرکز آمار ایران در سال ۱۳۹۵، این روستا کمتر از سه خانوار جمعیت داشته‌است.